# Capilano Suspension Bridge
Die Capilano Suspension Bridge ist eine frei schwingende Seilbrücke in North Vancouver, British Columbia, Kanada. Sie wurde erstmals zwischen 1888 und 1889 errichtet und überspannt den Capilano River heute in 70 Metern Höhe mit einer Ausdehnung von 136 Metern (446 feet). Sie gehört zu einem 11 Hektar großen privaten und kostenpflichtigen Parkgelände, das als Teil der touristischen Attraktionen der Umgebung von Vancouver jährlich rund 800.000 Besucher aus aller Welt anzieht. Die Brücke ist von Downtown Vancouver aus leicht und schnell über die Lions Gate Bridge zu erreichen.

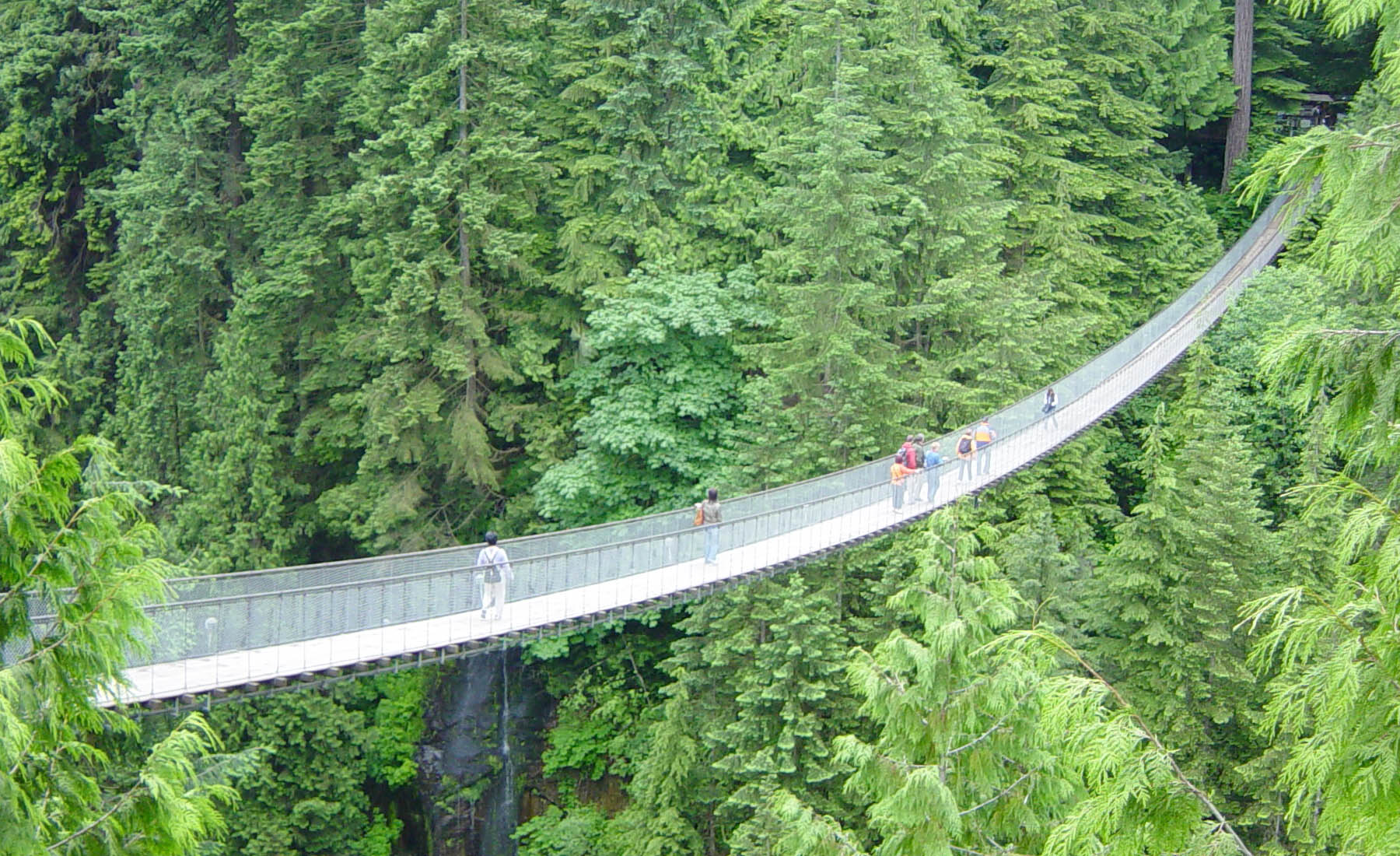
Capilano Suspension Bridge, Blick von der Ostseite des Canyons

## Geschichte

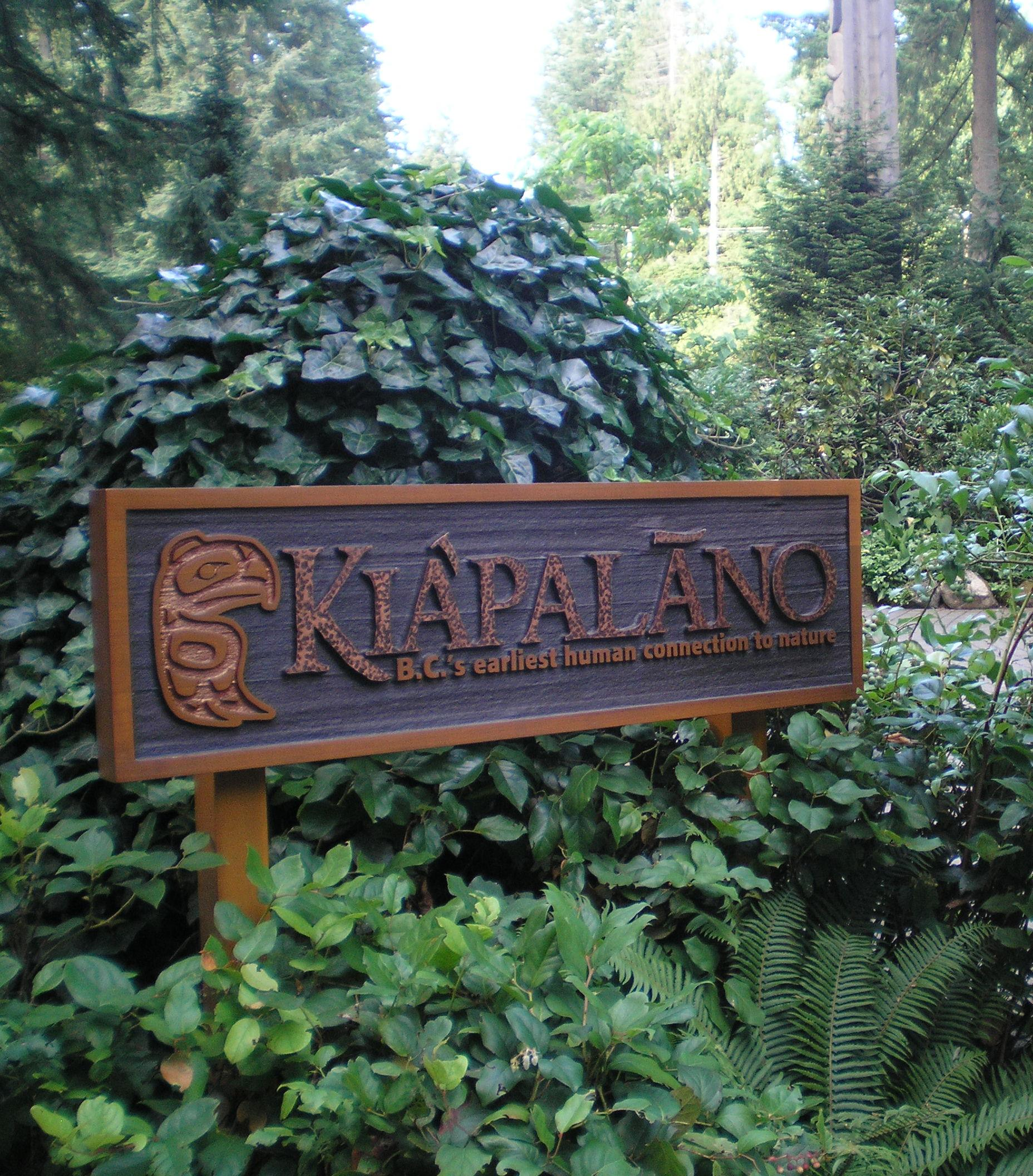
Indianische Herleitung des heutigen Namens Capilano

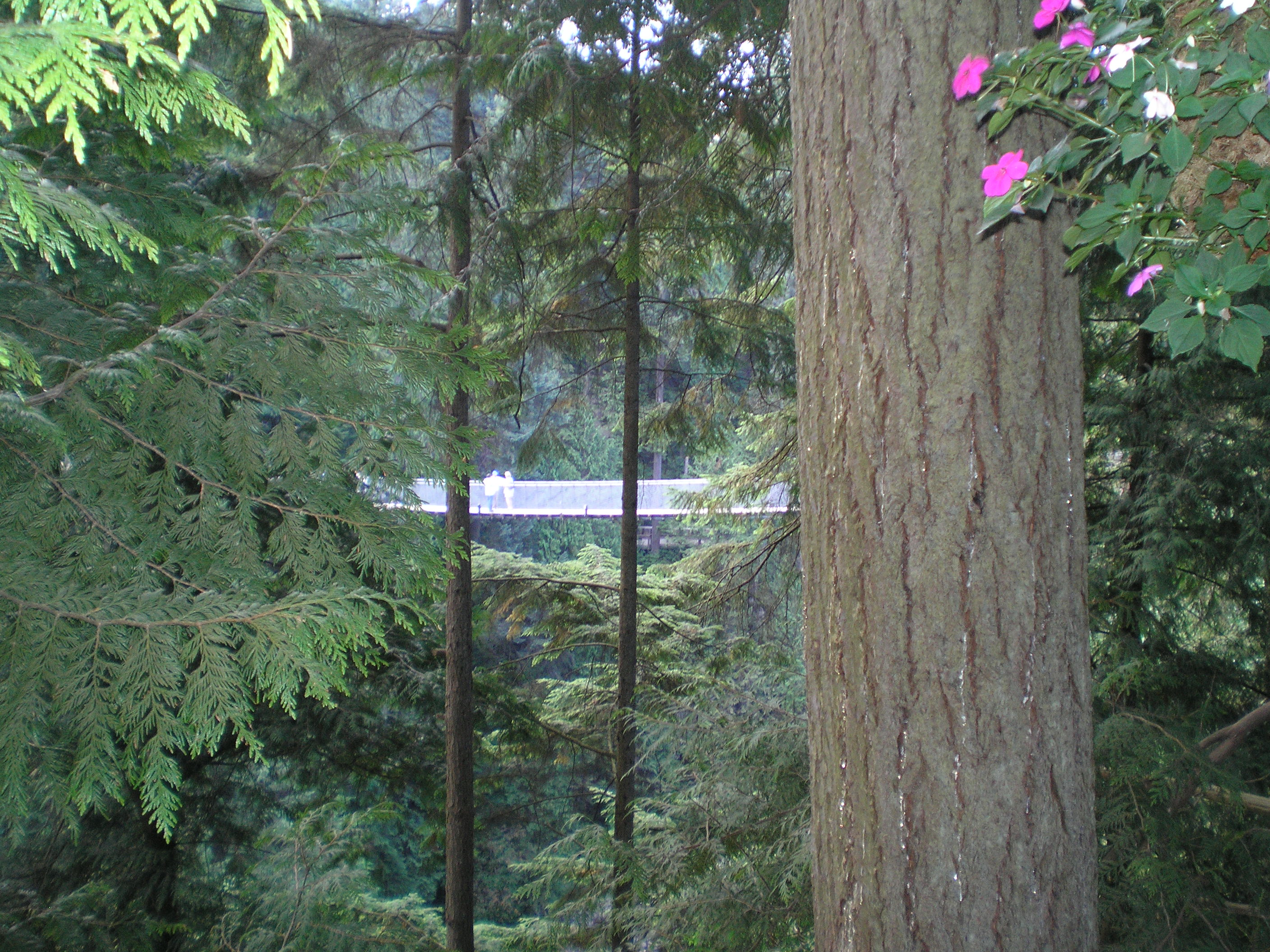
Mächtige Douglasfichten und Blütenpracht

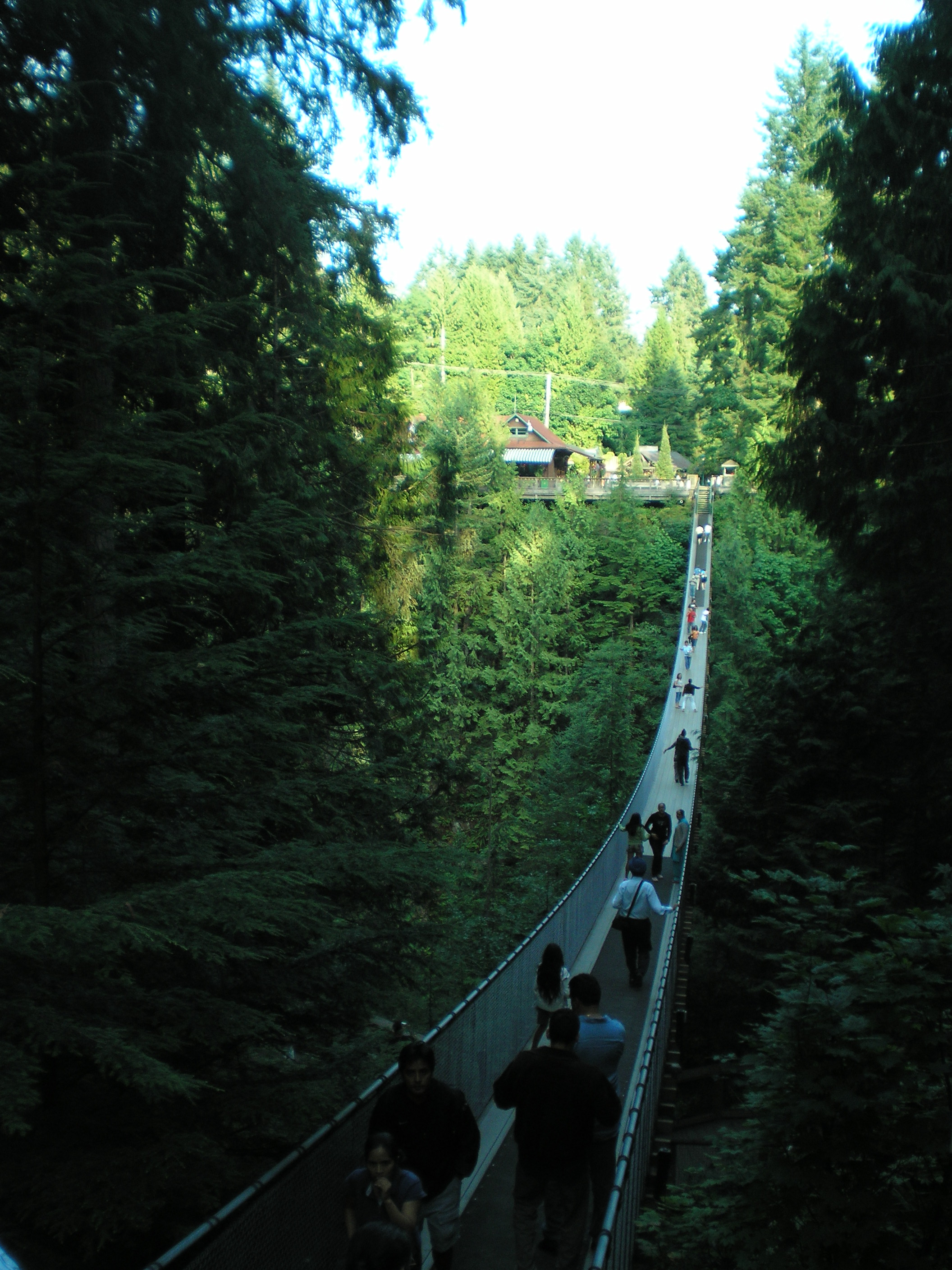
Blick von der West- zur Ostseite des Canyons, hin zum ehemaligen Teehaus und heutigen Trading Post Gift Store

Der schottische Ingenieur George Grant Mackay (* 26. September 1827 in Inverness, Schottland; † 1893) war nach seiner Übersiedlung nach Kanada 1888 Beauftragter der städtischen Parks von Vancouver. In dieser Funktion zeichnete er unter anderem für die Umwidmung des Geländes des heutigen Stanley Park als städtisches Naherholungsgebiet verantwortlich. Gleichzeitig war er Gründer der Stadt Vernon im Okanagan Valley, wo er Land aufkaufte und damit handelte.
Auf beiden Seiten des Capilano River erwarb Mackay 24 Quadratkilometer dichten Waldes, in dem er direkt an der steil abfallenden westlichen Kante des Canyons eine Hütte errichtete. Um sich den Zugang zu dieser Hütte vom Ostrand des Canyons aus erheblich zu erleichtern, spannte er unter Mithilfe von zwei ortsansässigen Indianern und Zugpferden eine Seilbrücke aus Zedernholzplanken und Tauen aus Hanf über den Fluss. Die Indianer benannten diese Brücke wegen der von ihr bei Wind verursachten Geräusche als „Laughing Bridge“ (lachende Brücke). Dank der Seilbrücke wurde die Hütte bald zu einem populären Ausflugsziel. Im Jahr 1903, zehn Jahre nach Mackays Tod, wurde das Tau aus Hanf durch ein Stahlseil ersetzt.
1910 erwarb Edward Mahon die Brücke und das umliegende Areal. Im Folgejahr ließ er ein Blockhaus aus Zedernbaumstämmen errichten, das als Teehaus fungierte. 1914 verstärkte er die Brücke mit zusätzlichen Stahlseilen, um ihre Stabilität zu verbessern.
1935 kaufte „Mac“ MacEachran das Gelände mit der Seilbrücke. Er lud Indianer der Umgebung ein, ihre Totempfähle innerhalb des Parkgeländes zu errichten und diesem so ein eigenes Gepräge zu geben. Daraus wurde die heute wohl größte Privatsammlung indianischer Totempfähle, die der Öffentlichkeit zugänglich ist.
1945 verkaufte MacEachran an Henri Aubeneau, der das Areal seinerseits jedoch schon 1953 an Rae Mitchell weiter veräußerte.
Der Capilano River verläuft in Nord-Süd-Richtung durch die Coast Mountains British Columbias und mündet in North Vancouver gegenüber dem Stanley Park in den Burrard Inlet. Der Capilano River gehört zu den drei Ressourcen, aus denen der Großraum Vancouver sein Trinkwasser bezieht. Zu diesem Zweck wurde 1954 der Cleveland-Staudamm errichtet.
Mitchell begann mit einem weltweit angelegten Marketing der Capilano Suspension Bridge. 1956 wurde die Brücke innerhalb von fünf Tagen komplett neu errichtet, um ihre Dauerhaftigkeit und Sicherheit zu gewährleisten. Mit dieser Zielsetzung wurden die Enden der Stahlseile an beiden Seiten des Canyons in jeweils knapp 12 Tonnen Beton eingegossen. Zudem ließ Mitchell die Waldwanderwege auf der Westseite der Brücke ausbauen und wandelte das ehemalige Teehaus auf der Ostseite in einen Geschenkladen mit überwiegend kunsthandwerklichen Artikeln der indianischen Ureinwohner um. Nachdem sich Mitchell aus Altersgründen aus dem Geschäft zurückgezogen hatte, ließ der Umsatz stark nach. Der kommerzielle Park stand dadurch zunächst für Jahre vor einer unsicheren Zukunft.
1983 wurde das Areal an Nancy Stibbard verkauft. Seitdem nahmen die Besucherzahlen wieder stetig zu. 2004 wurden die so genannten Treetops Adventures eröffnet, sieben Seilbrücken in bis zu 30 Metern Höhe über dem Waldboden, zwischen uralten riesigen Douglasfichten auf der Westseite des Canyons. Im Jahr 2011 wurde der Park um eine weitere Attraktion bereichert, den Cliffwalk. Hier führt ein Weg aus Stahl, Holz und zum Teil Glas am Steilhang über den Bäumen hinweg. Das markanteste Merkmal darin ist ein Halbkreis, der sich etwa 5 m von der Felswand entfernt.
Für Sightseeing-Trips mit begrenztem Zeitkontingent lassen sich die lokalen Highlights Capilano Suspension Bridge, Lynn Canyon Suspension Bridge und Grouse Mountain gut miteinander verbinden.

## Veranstaltungen
Die Parkverwaltung bietet Interessierten unter anderem ökologisch orientierte Regenwald-Touren für Kinder an, Führungen durch die waldreiche Natur, die Dauerausstellung „Living Forest“ (Lebender Wald), Performances von Indianergruppen mit Tanz, Masken, Geschichtenerzählen, saisonale Highlights und Dekorationen.

## Ereignisse
Im Winter 2006 fiel während eines schweren Schneesturms eine ca. 300 Jahre alte Douglasfichte gegen bzw. auf den westlichen Teil der Seilbrücke. In der Folge war die Brücke für einige Zeit gesperrt, um sie auf eventuelle Schäden zu untersuchen und Reparaturen auszuführen. Am 2. Juni 2012 verunglückte ein Mann tödlich am Cliffwalk, als er 60 m tief fiel, nachdem er den Walk verlassen hatte, um in der Felswand zu klettern.

## Medien
Die Capilano Suspension Bridge war in einer Anzahl verschiedener TV-Serien zu sehen, darunter MacGyver, Psych, Sliders, The Crow.